# Cambisena

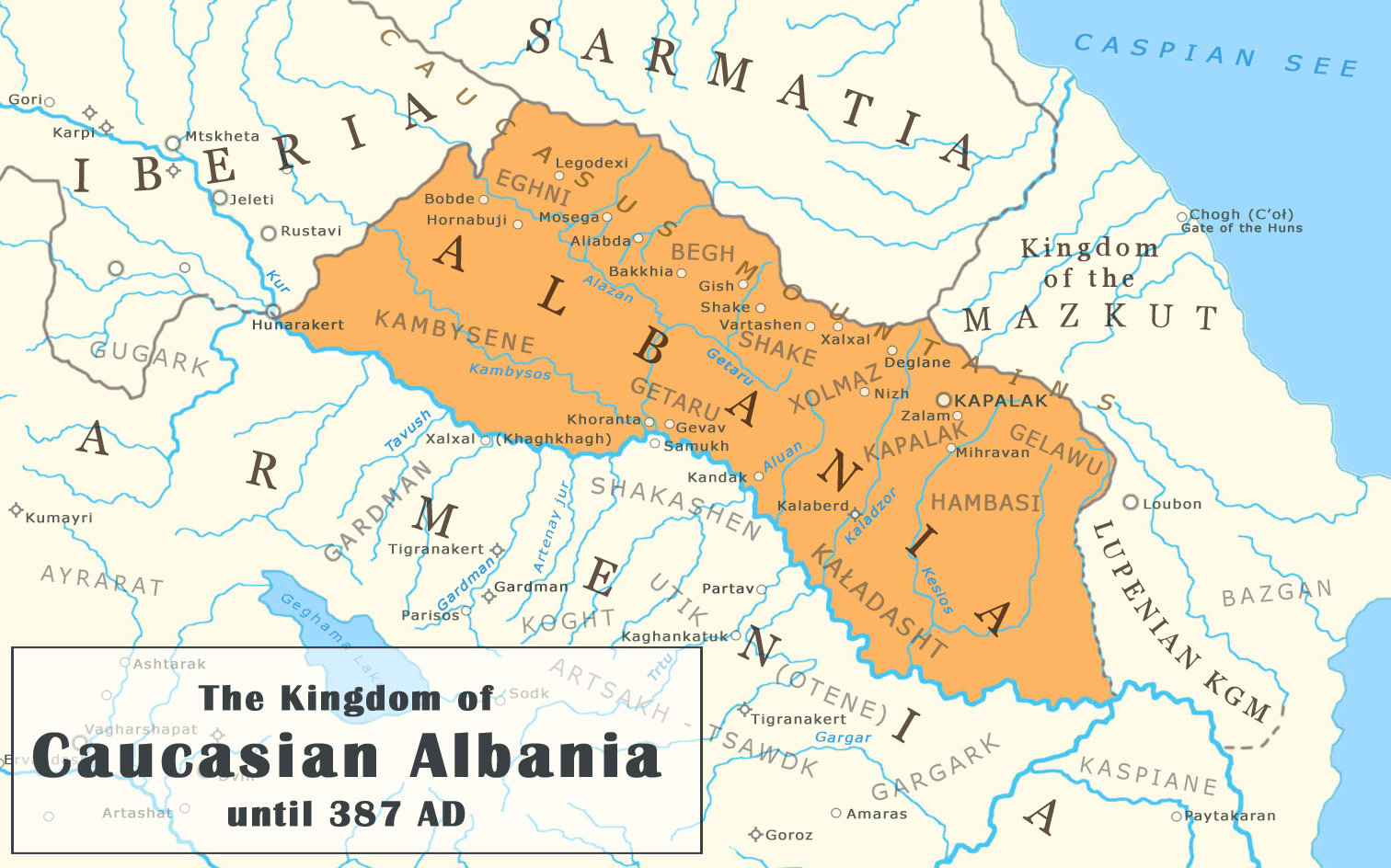
Cambisena como parte da Albânia Caucasiana.

Cambisena (em grego clássico: Καμβυσηνη; em armênio/arménio:  Կամբեճան, transl. Kʿambēčan; em georgiano:  კამბეჩოვანი, transl. Kambečovani) foi uma região atestada pela primeira vez na Geographica ("Geografia") do antigo geógrafo e historiador Estrabão (64/3 aC - c.  24 dC). Segundo Estrabão, compreendia uma das ascares ou gavares mais setentrionais do antigo Reino da Arménia, e fazia fronteira com as montanhas do Cáucaso e com uma região acidentada e sem água através da qual passava uma passagem que ligava a Albânia caucasiana e a Ibéria.